# Silvia Stroescu
Silvia Stroescu, (Bucareste, 8 de maio de 1985) é uma ex-ginasta romena que competiu em provas de ginástica artística.
Silvia fez parte da equipe romena que disputou os Jogos Olímpicos de Atenas, em 2004. Neles, ao lado de Catalina Ponor, Alexandra Eremia, Daniela Sofronie, Oana Ban e Monica Rosu conquistou a medalha de ouro na prova coletiva, ao superar a equipe norte-americana e russa, prata e bronze, respectivamente.